# Islam bezdenominacyjny
Muzułmanie bezdenominacyjni – muzułmanie, którzy nie przynależą lub nie czują przynależności do żadnego z odłamów islamu lub islamskiej szkoły prawnej.
Istnieją trzy główne nurty islamu: sunnizm, szyizm oraz charydżyzm, obecnie praktykowany głównie w Omanie. Wielu muzułmanów jednak woli określać się jako “po prostu muzułmanin”, nie deklarując przynależności do żadnego z odłamów.
Na ten temat zostało opublikowanych niewiele badań, a w wielu sondażach dotyczących liczebności muzułmanów należących do poszczególnych odłamów występowanie osób nie identyfikujących się z żadnym z nich jest pomijane, dlatego ciężko jest dokładnie oszacować ich ilość.

## Historia rozłamu
Rozłam islamu na sunnitów i szyitów powstał w wyniku walk politycznych o władzę w początkach religii muzułmańskiej. Po śmierci proroka Mahometa w 632 roku pojawiły się dwa sprzeczne ze sobą poglądy co do tego, kto po nim ma stanąć na czele nowo powstałej religii. Grupa muzułmanów, którzy później stali się znani jako sunnici, uważała, że następcą Mahometa powinien być Abu Bakr. Druga grupa muzułmanów, później znana jako szyici, uważała, że jego następcą powinien być Ali ibn Abi Talib, brat stryjeczny a następnie zięć Mahometa. Podział ten na przestrzeni lat był powodem wielu konfliktów. Współcześnie wiele osób głosi pogląd, że każdy muzułmanin musi należeć do któregoś z odłamów, i większość muzułmanów określa swoją przynależność do jednego z nich. Pojawiają się też jednak głosy, że podział ten przeczy samej istocie islamu i należy dążyć do większego zjednoczenia.

## Demografia
W 2012 roku Centrum Badawcze Pew przeprowadziło badanie na temat różnorodności muzułmanów na świecie. W 22 z 38 badanych państw co najmniej 1 z 5 ankietowanych nie zadeklarował swojej przynależności do żadnego z odłamów islamu. Regiony z najszerszym występowaniem tego zjawiska to Azja Środkowa oraz Europa Południowo-Wschodnia. W Kazachstanie o byciu “po prostu muzułmaninem” mówiło 74% muzułmanów, w Albanii – 65%, a w Kirgistanie – 64%. Taka odpowiedź dość często spotykana była również w krajach Afryki Subsaharyjskiej (23%) oraz Azji Południowo-Wschodniej (18%). Stanowisko to mało rozpowszechnione jest natomiast na Bliskim Wschodzie i Afryce Północnej (12%) oraz w Azji Południowej (4%).

### Azerbejdżan
W Azerbejdżanie w sondażu przeprowadzonym w 2011 roku 38,5% identyfikowało się jako szyici, 14% jako sunnici, a 45,9% jako “po prostu muzułmanie”. Bardzo podobne wyniki wykazał również sondaż z 2014 roku. Okazuje się, że w tym kraju przynależność do konkretnego odłamu nie jest istotną częścią ani własnej tożsamości, ani relacji społecznych. Należy jednak zaznaczyć, że wśród identyfikujących się jako “po prostu muzułmanie” istnieje tendencja do mniej aktywnego praktykowania religii. Analogicznie, osoby dogłębnie praktykujące zwykle deklarują swoją przynależność do któregoś z odłamów. Jednocześnie w Azerbejdżanie nie obserwuje się poważnych konfliktów pomiędzy sunnitami i szyitami.

### Stany Zjednoczone
To zjawisko społeczne spotykane jest również dość często w krajach, w których muzułmanie stanowią mniejszość. W badaniu przeprowadzonym w USA w roku 2006 12% ankietowanych muzułmanów identyfikowało się jako szyici, 36% jako sunnici, natomiast 40% jako “po prostu muzułmanie”.
Według Salima Al-Marayati, wtedy dyrektora wykonawczego, a obecnie prezesa amerykańskiego Muslim Public Affairs Council “Nie chcemy, aby definiowały nas podziały historyczne oraz bliskowschodnie. Dla nas najistotniejszy jest Koran”.
W podobnym duchu w Stanach Zjednoczonych powstaje wiele inicjatyw zachęcających do przywiązywania mniejszej wagi do różnic między oboma odłamami.
Spopularyzowany został nawet termin “sushi”, powstały jako potoczne określenie dziecka sunnicko-szyickiej pary, natomiast używany również jako określenie muzułmanina nie chcącego określać swojej przynależności do żadnego z odłamów.

## W kulturze
W 2016 roku powstał film “Why can’t I be a sushi” w reżyserii brytyjsko-irackiej dokumentażystki Hody Elsoudani. Sama reżyserka określa się jako “sushi”. Została wychowana jako “po prostu muzułmanka”. Nie chce być szufladkowana jako przynależąca do żadnego z odłamów, zamiast tego identyfikuje się jako połączenie obu.
Film powstał jako próba zrozumienia podziałów, różnic i powodów konfliktów pomiędzy dwoma odłamami.